# Wurdastom
Wurdastom là chi thực vật có hoa trong họ Mua.